# Нарты-Егор-Ёль
Нарты-Егор-Ёль — река в Приуральском районе Ямало-Ненецкого АО. Устье реки находится в 65 км по правому берегу реки Глубокий Полуй. Длина реки составляет 17 км.

## Данные водного реестра
По данным государственного водного реестра России относится к Нижнеобскому бассейновому округу, водохозяйственный участок реки — Обь от впадения реки Северная Сосьва до города Салехард, речной подбассейн реки — бассейны притоков Оби ниже впадения Северной Сосьвы. Речной бассейн реки — (Нижняя) Обь от впадения Иртыша.
Код объекта в государственном водном реестре — 15020300112115300032514.